# Per Werner
Per Efraim Werner, född 5 februari 1870 i Jönköping, död 14 augusti 1955 i Danderyds församling, var en svensk ingenjör. Han var far till Arnold och Donovan Werner. 
Per Werner var son till byggmästaren Johannes Petersson och Sara Gustafva Jonasdotter. Han avlade mogenhetsexamen i Jönköping 1889 och utexaminerades från Tekniska högskolans avdelning för maskinbyggnadskonst och mekanisk teknologi 1892. Efter praktik vid W. Lindbergs verkstads och hvarfs AB i Stockholm 1892–1893 var han verksam i USA som ritare och konstruktör vid verkstäder i Philadelphia, Drifton och Milwaukee 1893–1901 samt som konstruktionschef i Milwaukee 1902–1903. Återkommen till Sverige var han 1903–1927 överingenjör vid J. & C. G. Bolinders Mekaniska Verkstads AB i Stockholm, och 1928–1940 var han konsulterande ingenjör inom sågverksbranschen samt sakkunnig hos Domänstyrelsen och utredningsman för dess sågverk. Han planerade ett flertal kraftverks- och sågverksanläggningar samt publicerade artiklar i olika tekniska ämnen. Werner tillhörde svenska kongregationalistförsamlingen i Milwaukee 1896–1903 och var ordförande i dess styrelse från 1899. Under sin stockholmstid lade han ned stort arbete i kommittén för evangelisk mission (från 1912 Sällskapet för evangelii utbredande) i Ryssland, och var ordförande där från 1912. Om missionsverksamheten författade han Sken och verklighet (1938), bland hans övriga författarskap märks Tro och vetande (1937). Per Werner är begravd på Norra begravningsplatsen utanför Stockholm.